# Doudleby
Doudleby är en ort i Tjeckien.   Den ligger i distriktet Okres České Budějovice och regionen Södra Böhmen, i den södra delen av landet, 130 km söder om huvudstaden Prag. Doudleby ligger 416 meter över havet och antalet invånare är 355.
Terrängen runt Doudleby är huvudsakligen platt. Doudleby ligger nere i en dal. Runt Doudleby är det ganska tätbefolkat, med 62 invånare per kvadratkilometer. Närmaste större samhälle är České Budějovice, 9,2 km norr om Doudleby. Omgivningarna runt Doudleby är en mosaik av jordbruksmark och naturlig växtlighet.